# Terra nullius
Terra nullius — латинський вираз, що прийшов з римського права, перекладається як «нічия земля». Термін використовується в міжнародному праві, у випадку, якщо територія не знаходиться під суверенітетом будь-якої держави або якщо держава відмовилася від прав на дану територію. Цей термін з XVIII століття і до початку XX століття відігравав велике значення в європейській колонізації, так як terra nullius оголошувалася земля з нечисленним населенням або населена аборигенами, що не належала будь-якій державі. Це означало, що цю землю могла завоювати і колонізувати будь-яка європейська держава. З концепцією «нічийної землі» тісно пов'язана «доктрина відкриття».

## Австралія
Європейське заселення Австралії почалося в 1788 році. До цього корінні австралійці населяли континент і мали неписані правові кодекси, як описано у випадку з спільнотою Yirrkala. Тим не менше, корінні австралійці не мали політичної організації, яка хоч б якось нагадувала європейцям їх власні інститути влади, тому англійці не могли знайти визнаних лідерів з правом підпису договорів. У результаті договори не були підписані (на відміну від британської колоніальної практики в багатьох районах Північної Америки, Африки, Нової Зеландії, і т. д.).
Введення інституту нічийної землі в Австралії стався з рішенням R v Tommy (28 листопада 1827 р.), в якому зазначено, що корінними жителями відповідно до англійського права вважалися як корінні уродженці, так і переселенці. Підставою було те, що племінні групи аборигенів вже мають власну правову систему. Ця позиція отримала подальший розвиток у рішеннях R v Boatman or Jackass and Bulleyes (25 лютого 1832) і R v Ballard (23 квітня 1829 р.). У 1835 році губернатором Бурком була введена в дію доктрина нічийної землі, яка проголошувала, що корінні австралійці не могли продавати або передавати землю.
Існує деяка полеміка з приводу значення терміна «нічийна земля». Наприклад, він може бути інтерпретований як відсутність цивілізованого суспільства. У 1971 році, у справі спірної землі Гоув, суддя Річард Блекберн постановив, що Австралія була нічийною землею до європейського поселення, і, що не було такого поняття, як титул корінного населення в австралійському законодавстві. Судові справи, в 1977, 1979 і 1982 з боку або від імені активістів аборигенів підіймають питання про суверенітет. У цих випадках вимоги були відхилені судами, але австралійський Верховний суд залишив двері відчиненими для переоцінки даного питання.
 Справа Мабо
Концепція нічийної землі стала серйозною проблемою в австралійській політиці, коли в 1992 році, під час справи щодо прав аборигенів, відомої як Mabo, Верховний суд Австралії виніс рішення, яке прямо суперечило концепції нічийної землі. За результатами цієї справи суд установив, що з'явилося поняття земельного титулу корінних народів в загальному праві, а характер і зміст земельного титулу визначався характером приєднання або окупацією відповідно до традиційних законів і звичаїв.
У 1996 році Верховний суд повторно торкнувся предмету земельного титулу і вирішив, що пастирські оренди можуть співіснувати на території тієї самої області, де і корінні народи можуть використовувати землю для полювання та проведення священних церемоній, не маючи при цьому навіть прав власності. Тим не менш, у випадку будь-якого конфлікту між правами та інтересами скотарів і корінного населення, правосуддя стане на бік колишніх власників землі.
Рішення суду в Mabo дозволило деяким корінним народам повернути території, присвоєні відповідно до доктрини нічийної землі. Це виявилося надзвичайно спірним питанням, оскільки призвело до позовів про передання або відновлення прав власності на землю корінних народів. Було досягнуто близько 3000 нових угод, згідно з якими корінні народи знову набули прав на колишні землі.

## Інші приклади terra nullius

### Західна Сахара
У 1976 році Іспанія вивела адміністрацію із Західної Сахари, і колишню іспанську колонію поділили Марокко і Мавританія. Мавританія пізніше вивела свої війська з Західної Сахари і відмовилася від територіальних домагань на неї. В даний час Західну Сахару визнають 78 держав. Але на думку ООН Західна Сахара є terra nullius, оскільки ні її державність, ні окупація Марокко не визнається ООН до проведення референдуму на території Західної Сахари.

### Шпіцберген
Шпіцберген вважався terra nullius, поки 9 лютого 1920 Норвегія не отримала суверенітет над архіпелагом згідно з Шпіцбергенським трактатом. До цього острів використовувався як база китобійного промислу різними країнами.

### Риф Скарборо
Ця група островів розташована в Південно-Китайському морі і є об'єктом територіальної суперечки між КНР, Тайванем і Філіппінами. Філіппіни претендують на острови на підставі того, що риф Скарборо є terra nullius і знаходиться в їх виключній економічній зоні. КНР заявляє, що китайські рибалки відкрили острів ще в XIII столітті, і тому риф є китайською територією.

### Гренландія
Після того, як Норвегія в 1905 році отримала повну незалежність, вона відмовилася визнати данський суверенітет над Гренландією, яка належала до норвезьких володінь. У 1931 році норвезький китобій Хальвард Деволд з власної ініціативи зайняв ненаселений східний берег Гренландії. Згодом це захоплення було підтримане норвезьким урядом на тій підставі, що Гренландія є terra nullius. Двома роками пізніше Постійна палата міжнародного правосуддя винесла рішення на користь Данії, з яким Норвегія погодилася.

### Нейтральні зони на Аравійському півострові
Саудівсько-іракська нейтральна зона мала площу розміром у 7044 км ² на кордоні між цими двома державами, й існувала з 1922 до 1981–1983 років. Нейтральна зона на кордоні між Саудівською Аравією і Кувейтом існувала з 1920-х по 1969 рік.

## terrae nullius у сучасному світі

### Єгипет і Судан

Спрощена карта із зазначенням претензій Єгипту (жовтий і зелений), стверджують, Судану (синій і зелений) і Бір-Тавіль (білий)

Між Єгиптом і Суданом розташована територія Бір-Тавіль площею 2060 км², яка має вихід до моря, створена під час зміни кордонів 1902 між двома країнами, а також Халаїбський трикутник. Обидві країни наполягають на використанні кордону, що дозволяє їм претендувати на Халаїбський трикутник, який є значно більшим, і розташований на березі Червоного моря, проте на Бір-Тавіль не претендують жодна з країн. Області, однак, під фактичним контролем Єгипту, хоча це і не показано на офіційних єгипетських картах

### Незатребувані райони Антарктики
Хоча деякі країни претендують до частини Антарктики, головним чином на Землю Мері Берд (частина на схід від 150 ° з.д.) більшість територій не є предметом претензій будь-яких суверенних держав. Підписано Договір про Антарктику 1959 року, в якому країни заявили, що не претендують на дані території, за винятком Радянського Союзу та Сполучених Штатів, які залишають за собою право подати позов. Норвезькі претензії на Землю Королеви Мод залишили свій південний кордон невизначеним, тому південна частина цього сегмента Антарктиди також може бути незатребувана.

### Міжнародний морський простір
Відповідно до Конвенції Організації Об'єднаних Націй з морського права від 1982 року, міжнародні води розглядаються як спільна спадщина людства.

### Небесні тіла
Відповідно до Договору про космос 1967 року, космічний простір, включаючи Місяць і інші небесні тіла, не підлягає національному присвоєнню ні шляхом проголошення на них суверенітету, ні шляхом використання або окупації, ні будь-якими іншими засобами.

## Дивись також
- Латина у праві
- Міжнародні води
- Нічийна земля
- Неконтактні народи
- Список латинських висловів
- Явне призначення (доктрина)
- Uti possidetis